# Renchniederung
Renchniederung este o arie protejată (sit de importanță comunitară — SCI, arie de protecție specială avifaunistică — SPA) din Germania întinsă pe o suprafață de 1.855,81 ha, integral pe uscat.

## Localizare
Centrul sitului Renchniederung este situat la coordonatele 48°37′26″N 7°57′51″E / 48.6239°N 7.9642°E.

## Înființare
Situl Renchniederung a fost declarat arie de protecție specială avifaunistică în noiembrie 2007 pentru a proteja 18 specii de animale. Situl a fost protejat și ca sit de importanță comunitară în noiembrie 2007.

## Biodiversitate
Situată în ecoregiunea continentală, aria protejată nu include niciun habitat protejat.
La baza desemnării sitului se află mai multe specii protejate de  păsări (18): pescăruș albastru (Alcedo atthis), barză albă (Ciconia ciconia ciconia), erete de stuf (Circus aeruginosus), erete vânăt (Circus cyaneus), prepeliță (Coturnix coturnix), egretă albă (Egretta alba), presură sură (Emberiza calandra), Falco peregrinus peregrinus, becațină comună (Gallinago gallinago), sfrâncioc roșiatic (Lanius collurio), sfrâncioc mare (Lanius excubitor excubitor), pescăruș-cu-cap-negru (Larus melanocephalus), gaia neagră (Milvus migrans), codobatura galbenă (Motacilla flava), Numenius arquata arquata, mărăcinar negru (Saxicola torquatus), Tachybaptus ruficollis ruficollis, nagâț (Vanellus vanellus)